# Laguna Mar Chiquita (Junín)
La Laguna Mar Chiquita se encuentra ubicada en el partido de Junín, en el noroeste de la provincia de Buenos Aires, Argentina

## Ubicación y características
La laguna pertenece a la cuenca del río Salado. Está ubicada 20 km al norte de la ciudad de Junín y 260 km al oeste de Buenos Aires.
Se encuentra ubicada en el partido de Junín, a 260 km de Capital Federal por RN 7 hasta Junín y ruta 65, a 16 km de General Arenales, a 24 km de Junín y a 650 km de Mar del Plata. 
Su cubeta original es de 2600 ha (llegando en 2007 a unas 6.000 ha) y tiene una profundidad media de 13 dm y una máxima de casi 5 m en condiciones normales siendo la misma de muy poco caudal. 
Es de propiedad fiscal y está habilitada para la pesca deportiva, posee un espigón para la práctica de la misma siendo esta arancelada. Su fondo es de tosca pero con alta cantidad de sedimentos livianos (arenisca), esto provoca un enturbiamiento al pisar la misma o por efecto del viento.
Frente al Monte Adela el fondo es de tosca y sin sedimentos por lo que resulta casi siempre una zona muy rendidora desde el punto de vista pesquero. Sus costas son barrosas con algunas barrancas bajas de tosca y muchos juncales en sus orillas. Tiene como afluente al río Salado y como emisario al mismo río y está prácticamente conectada con las lagunas de Gómez y El Carpincho. Indirectamente, recibe ocasionalmente agua de otros espejos de agua cercanos, y –por vía subterránea– del río Quinto.
Es una masa de agua creada por los desbordes del este río convirtiéndola en un gran bañado que se vuelve cíclico con éste.
Forma parte de las tres encadenadas junto a la de Gómez y el Carpincho, conectadas por diferentes cursos de agua, siendo la de Mar Chiquita la más alta por lo que en temporadas de sequías es la primera que se queda sin nivel de agua.